# Gnadenfeld, Cetatea Albă
Gnadenfeld (în ucraineană Благодатне, transliterat: Blahodatne) este un sat în comuna Plahteevca din raionul Cetatea Albă, regiunea Odesa, Ucraina. Satul a fost locuit de germanii basarabeni.

## Demografie
Componența lingvistică a localității Gnadenfeld
     Ucraineană (51,45%)
     Română (17,34%)
     Rusă (16,76%)
     Bulgară (13,29%)
     Alte limbi (0,58%)
Conform recensământului din 2001, majoritatea populației localității Gnadenfeld era vorbitoare de ucraineană (51,45%), existând în minoritate și vorbitori de română (17,34%), rusă (16,76%) și bulgară (13,29%).